# Castilenti
Castilenti község (comune) Olaszország Abruzzo régiójában, Teramo megyében.

## Fekvése
A megye délkeleti részén fekszik. Határai: Atri, Castiglione Messer Raimondo, Elice, Montefino és Penne.

## Története
Alapítására vonatkozóan nincsenek pontos adatok. Valószínűleg a középkorban alakult ki egykori római település helyén. Önálló községgé a 19. század elején vált, amikor a Nápolyi Királyságban felszámolták a feudalizmust.

## Népessége
A népesség számának alakulása:

## Főbb látnivalói
- Palazzo De Sterlich
- San Rocco-templom
- Santa Maria di Monte Uliveto-templom
- Santa Vittoria-templom